# Josef Sudbrack
Josef Sudbrack (* 8. Januar 1925 in Trier; † 15. Juli 2010 in Köln) war ein deutscher römisch-katholischer Theologe, Mitglied des Jesuitenordens und einer der wichtigsten Mystikforscher unserer Zeit. Eines der zentralen Anliegen Josef Sudbracks war es, die christliche Mystik in einen Dialog zu bringen mit dem christentumsübergreifenden Phänomen der Mystik.

## Leben
Josef Sudbrack wuchs als drittes von fünf Kindern in Trier auf. Seine Eltern hatten dort eine Bäckerei. Als Soldat im Zweiten Weltkrieg wurde Sudbrack schwer verwundet und war seitdem gehbehindert. Seine Liebe zum Schwimmen half ihm bis ins hohe Alter hinein, diese schwere Lebensbeeinträchtigung zu bestehen. Im Jahr 1945 trat er in die Gesellschaft Jesu (Jesuitenorden) ein. Nach seinem Ordensstudium (Philosophie und Theologie in Pullach und Frankfurt am Main) promovierte er 1963 in Bonn mit einer Arbeit über Johannes von Kastl und wurde 1973 in Innsbruck habilitiert. Dort war er Dozent für Geistliche Theologie, später auch für ein Jahr Visiting Professor an der Harvard-University Boston.
1979 übernahm er bis 1986 die Schriftleitung von Geist und Leben, einer Zeitschrift für Theologie und Spiritualität. Gemeinsam mit dem evangelischen Mystikkenner Wolfgang Böhme gründete er 1987 die Gesellschaft der Freunde christlicher Mystik, einen Verein, der die reiche Tradition der christlichen Mystik einer größeren Öffentlichkeit bekannt machen will. Sudbrack übte sich bei Karlfried Graf Dürckheim, der die Zen-Meditation im deutschen Sprachraum gefördert hat, im Zazen. Ihm widerfuhr dabei, wie er sagte, eine tiefe All-Einheits-Erfahrung.
Zusammen mit Reinhart Hummel gab er die im Matthias-Grünewald-Verlag und im Quell Verlag erscheinende Buchreihe Unterscheidung heraus.
Josef Sudbrack lebte während seiner letzten Lebensjahre in Köln-Mülheim, wo er am 15. Juli 2010 85-jährig starb. Er wurde in einer Gemeinschaftsgrabstätte der Jesuiten auf dem Kölner Melaten-Friedhof beigesesetzt.

## Schriften
- Die geistliche Theologie des Johannes von Kastl. 2 Bde. Aschendorff, Münster/Westfalen 1966–1967
- Meditation, Theorie und Praxis. Echter, Würzburg 1971, ISBN 3-429-00205-2
- Herausgefordert zur Meditation – Christliche Erfahrung im Gespräch mit dem Osten. Herder, Freiburg im Breisgau, Basel, Wien 1977, ISBN 3-451-07611-X
- Erfahrung einer Liebe: Teresa von Ávilas Mystik als Begegnung mit Gott. Herder, Freiburg im Breisgau, Basel, Wien 1979, ISBN 3-451-18289-0
- Komm in den Garten meiner Seele: Einführung in die christliche Mystik. Gütersloher Verlagshaus Mohn, Gütersloh 1979, ISBN 3-579-03744-7
- Sich in Gottes Ordnung bergen: vom Reichtum christlicher Meditation. Echter, Würzburg 1986, ISBN 3-429-00992-8 (Neuaufl. als Was heißt christlich meditieren? Wege zu sich und zu Gottes Du. Herder, Freiburg 1990)
- Mit offenen Armen. Text-Bildmeditationen zum Karsamstag (Zeichnungen: Hortense von Gelmini), Grünewald-Verlag, Mainz 1987, ISBN 3-7867-1285-9
- Neue Religiosität – Herausforderung für die Christen. Matthias-Grünewald, Mainz 1987, ISBN 3-7867-1291-3
- Mystik im Dialog: christliche Tradition, ostasiatische Tradition, vergessene Traditionen. Echter, Würzburg 1992, ISBN 3-429-01428-X
- Eugen Drewermann … : … um die Menschlichkeit des Christentums. Echter, Würzburg 1992, ISBN 3-429-01467-0
- Hildegard von Bingen: Schau der kosmischen Ganzheit. Echter, Würzburg 1995, ISBN 3-429-01696-7
- Religiöse Erfahrung und menschliche Psyche: zu Grenzfragen von Religion und Psychologie, von Heiligkeit und Krankheit, von Gott und Satan. Matthias-Grünewald, Mainz 1998, ISBN 3-7867-2100-9
- Gottes Geist ist konkret: Spiritualität im christlichen Kontext. Echter, Würzburg 1999, ISBN 3-429-02078-6
- Trunken vom hell-lichten Dunkel des Absoluten: Dionysios der Areopagite und die Poesie der Gotteserfahrung. Johannes, Einsiedeln; Freiburg [Breisgau] 2002, ISBN 3-89411-367-7
- Mystik: Sinnsuche und die Erfahrung des Absoluten. Primus, Darmstadt 2002, ISBN 3-89678-444-7 Verlagsinformationen
- Im Angesicht des Absoluten: Hinführung zur Mitte christlicher Spiritualität. Echter, Würzburg 2004, ISBN 3-429-02643-1